# Hurstbourne Tarrant
Hurstbourne Tarrant – wieś w Anglii, w hrabstwie Hampshire, w dystrykcie Test Valley. Leży 25 km na północ od miasta Winchester i 96 km na zachód od Londynu.